# 宮窪町
宮窪町（みやくぼちょう）は、かつて愛媛県の東予地方（越智郡）にあった町。2005年1月16日、今治市と越智郡11か町村の大合併によって新たに今治市の一部となり、自治体としての宮窪町もその歴史に幕を閉じた。
同町は、良質の花崗岩である大島石の産地として知られる。また、急な潮流にもまれる関係で付近は好漁場として知られ、漁業も盛んである。
下記事項以外は、大島のページ参照のこと。

## 地理

### 概要
今治港から北東約4kmに浮かぶ芸予諸島の大島の東部に位置する。北、東、西の三方を海に面している。集落は、宮窪と呼ばれ、役場のある中心集落が一番大きく、それ以外の集落はほぼ海岸線に沿って点在している。宮窪集落の背後にあるカレイ山の展望台からは、瀬戸内の島々や石切場を展望することができる。

### 島嶼
- 能島（のしま）
- 鵜島（うしま）
- 見近島（みちかじま）
- 鯛崎島
- 頸切島
- 横島
- カマギ島
- 九十九島
- 四阪島
  - 家ノ島
  - 美濃島
  - 明神島
  - 鼠島
  - 梶島

### 山岳
- カレイ山
- 念仏山
- 高取山

### 河川
- 大川

## 歴史
藩政期には今治藩に属す。

### 町の沿革
- 1889年12月15日 - 町村制施行に伴い宮窪村，友浦村が合併して越智郡宮窪村が成立。
  - 福田村, 泊村, 田浦村, 早川村, 余所国村が合併して大山村となる。
- 1952年8月1日 - 宮窪村が町制施行して宮窪町となる。
- 1954年3月31日 - 大山村の一部早川，余所国を編入。
  - 大山村の残部福田，泊，田浦は他村と合併して吉海町を新設。
- 2005年1月16日 - 今治市，菊間町，大西町，波方町，玉川町，朝倉村，吉海町，伯方町，上浦町，大三島町，関前村と合併して今治市となる。

```
宮窪町の系譜
（町村制実施以前の村）　（明治期）　　　　　　　　　（昭和の合併）　（平成の合併）
　　　　　　　　　　　　町村制施行時
本庄　━━━━┓
八幡　━━━━┫
幸新田━━━━╋━━━津倉村━━━━━━━━━━━┓
仁江　━━━━┛　　　　　　　　　　　　　　　　　┃昭和29年3月31日
臥間　━━━━┓　　　　　　　　　　　　　　　　　┃合併・町制施行
南浦　━━━━┫　　　　　　　　　　　　　　　　　┣━吉海町━━┳━━━┓
名　　━━━━╋━━━亀山村━┳━━━━━━━━━┫　　　　　　┃　　　┃
正味　━━━━┫　　　　　　　┃あ　　　　　　　　┃　　　　　　う　　　┃
椋名　━━━━┫　　　　　　　┗渦浦村━━━━━━┫　　　　　　　　　　┃
津島　━━━━┛　　　　　　　　　　　　　　　　　┃　　　　　　　　　　┃
福田　━━━━┓　　　　　　　　　　　　　　　　　┃　　　　　　　　　　┃
泊　　━━━━┫　　　　　　　　　　　　　　　　　┃　　　　　　　　　　┃
田浦　━━━━┫　　　　　　　　　　　　　　　　　┃　　　　　　　　　　┃
早川　━━━━╋━━━大山村━━━━━━━━━━━┫　　　　　　　　　　┃
余所国━━━━┛　　　　　　　　　　　　　　　　い┃　　　　　　　　　　┃
宮窪　━━━━┓　　　　　　　　　　　　　　　　　┃　　　　　　　　　　┃
　　　　　　　┣━━━宮窪村━━━━━宮窪町━━━┻━━━━━━━━━━┫
友浦　━━━━┛　　　　　　　　　　　　　　　　　　　　　　　　　　　　┃
　　　　　　　　　　　　　　　　　　　　　　　　　　　　　　　　　　　　┃
　　　　　　　　　　　　　　　　　　　　　　　　　　　　　　　　う　　　┃平成17年1月16日
　　　　　　　　　　　　　　　　　　　　　　　　　　　　　　　　┃　　　┃新設合併、新・今治市発足
　　　　　　　　　　　　　　　　　　　　　　　　　　　　　今治市┻━━━╋━━今治市
　　　　　　　　　　　　　　　　　　　　　　　　　　　　　朝倉村━━━━┫
　　　　　　　　　　　　　　　　　　　　　　　　　　　　　玉川町━━━━┫
　　　　　　　　　　　　　　　　　　　　　　　　　　　　　波方町━━━━┫
　　　　　　　　　　　　　　　　　　　　　　　　　　　　　大西町━━━━┫
　　　　　　　　　　　　　　　　　　　　　　　　　　　　　菊間町━━━━┫
　　　　　　　　　　　　　　　　　　　　　　　　　　　　　伯方町━━━━┫
　　　　　　　　　　　　　　　　　　　　　　　　　　　　　上浦町━━━━┫
　　　　　　　　　　　　　　　　　　　　　　　　　　　　　大三島町━━━┫
　　　　　　　　　　　　　　　　　　　　　　　　　　　　　関前村━━━━┛
あ – 明治32年　分立
い – 昭和29年3月31日 大山村のうち早川・余所国の区域を宮窪町へ境界変更
う – 昭和30年8月1日 大字椋名のうち馬島が今治市へ編入

（注記）今治市以下の合併以前の系譜は、それぞれの市町村の記事を参照のこと。

```

## 教育

### 幼稚園
- 宮窪町立宮窪幼稚園[3]

### 小学校
- 宮窪町立宮窪小学校[3]

### 中学校
- 宮窪町立宮窪中学校[3]

### 高等学校
- 町内に高等学校はない[注 3]。

### 統廃合および廃止された教育機関
小学校
- 宮窪町立余所国小学校[3][注 4]
- 宮窪町立友浦小学校[3][注 4]
- 宮窪町立四阪島小学校[3][注 4]

中学校
- 宮窪町立四阪島中学校[3][注 5]

高等学校
- 愛媛県立大島高等学校宮窪分校[3]

## 経済・産業
大島石で知られる石材業と農業・水産業が主たる産業である。
- 石材業
背後の山は良質な大島石が採掘され、町の主要産業となっている。特に、墓石等が知られている。
- 農業
かんきつ生産が主体であるが、ブランド力を形成するには至っていない。JAおち今治のエリア。
- 漁業
島、特に中心集落である宮窪の前面、伯方島との間は急潮で知られ、潮流にもまれ、身の締まった魚が取れる。鯛、デビラ、蛸等。
- 工業
住友金属鉱山四阪工場[注 6]
- 商業
中心集落に商店や飲食店が建ち並んでいるが、商店街というほどのものは形成していない。

## 交通

### 航路
フェリー・快速船により今治港、伯方島と結ばれている。ただ、瀬戸内しまなみ海道の開通により、随時性・高速性で勝る海道ルートへとシフトし、利用者・台数は減った。
- 友浦港 - 町の東部にあり、今治－土生間の快速船が寄航している。
- 宮窪港 - 町の中心地にあり、対岸の伯方島への航路がある。

### 鉄道
町内に鉄道はない。最寄り駅は、JR四国予讃線今治駅。

### 道路
高速道路
西瀬戸自動車道（しまなみ海道） 島内区間は2006年に開通した。（大島道路）
町内にあるインターチェンジ：大島北インターチェンジ
国道
国道317号 地元では「地道」と呼ばれている。
県道
愛媛県道49号大島環状線
愛媛県道325号今治大三島自転車道線
愛媛県道337号名駒友浦線

## 観光
- 大島 (愛媛県今治市) のページを参照のこと。

## 主な出身者
- 楯甲幸男 - 大字宮窪出身で、1950年代前半に活躍した大相撲力士。
- 藤田元司 - 大字四阪島出身の元プロ野球選手。読売ジャイアンツ投手であった。
- 村上誠一郎 - 自由民主党に所属する衆議院議員。

## その他

### 電話
同町廃止時点において、市外局番は以下の区分となっている。同町内の市外局番は同一であるが、固定電話において異なるMA間の通話では市外局番が必要となる。
- 新居浜MA 0897 (30 - 69)
  - 宮窪町大字四阪島
- 伯方MA 0897 (70 - 89)
  - 宮窪町大字早川
  - 宮窪町大字余所国
  - 宮窪町大字宮窪
  - 宮窪町大字友浦

### 郵便
- 同町廃止時点において、郵便物の集配は以下の郵便局が行っていた。

- 新居浜郵便局 : 792-00xx
  - 792-0080 : 宮窪町大字四阪島

- 宮窪郵便局 : 794-22xx
  - 794-2201 : 宮窪町大字早川
  - 794-2202 : 宮窪町大字余所国
  - 794-2203 : 宮窪町大字宮窪
  - 794-2204 : 宮窪町大字友浦

### ナンバープレート
自動車や軽自動車、二輪車などは松山市森松町に四国運輸局愛媛運輸支局があり、同町を愛媛ナンバーとして統括している。